# Anna Maria Bennett
Pour les articles homonymes, voir Bennett et Evans.
Anna Maria Bennett (en français Agnès Maria Bennett) est une romancière anglaise née en 1760 à Merthyr Tydfil et décédée à Brighton le 12 février 1808.

## Œuvres
Elle est l'autrice de romans qui ont été pour la plupart traduits en français.
Les principaux sont :
- Rosa ou la jeune mendiante ;
- Anna ou l'héritière galloise ;
- Agnès de Courcy ;
- Heni Bennett ;
- Julie Johnson.

## Source
Cet article comprend des extraits du Dictionnaire Bouillet. Il est possible de supprimer cette indication, si le texte reflète le savoir actuel sur ce thème, si les sources sont citées, s'il satisfait aux exigences linguistiques actuelles et s'il ne contient pas de propos qui vont à l'encontre des règles de neutralité de Wikipédia.